# Dastan

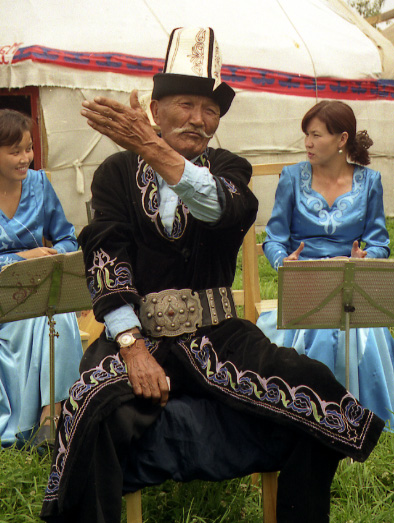
Un tradicional kirguís manaschi interpretando parte del poema épico (dastan) en un campamento de yurtas en Karakol.

Dastan (en persa: داستان‎ dâstân, que significa "historia" o "cuento") es una forma ornamentada de historia oral de Asia Central, Irán, Turquía y Azerbaiyán .
Un dastan generalmente se centra en un individuo que protege a su tribu o su pueblo de un invasor o enemigo externo, aunque solo ocasionalmente esta figura se puede rastrear hasta una persona histórica. Este personaje principal da un ejemplo de cómo se debe actuar, y el dastan se convierte en una herramienta de enseñanza; por ejemplo, el maestro sufí y poeta turco Ahmed Yesevi dijo: "Deja que los eruditos escuchen mi sabiduría, tratando mis palabras como un dastan". Además de la sabiduría, cada dastan es rico en historia cultural de interés para los estudiosos.
Durante la conquista rusa de Asia Central, se crearon muchos nuevos dastanes para protestar contra la ocupación rusa. Es posible que hayan entrado en contacto y se hayan influido mutuamente. Según el historiador turco Hasan Bülent Paksoy, los bolcheviques intentaron destruir estos símbolos de la cultura publicándolos sólo en cantidades insuficientemente grandes y de forma distorsionada "para debilitar el impacto heroico".
Un dastan notable es Korkut Ata de los turcos oguz, que puede haber sido creado ya a principios del siglo XIII.